# Wilhelm Liebknecht
Wilhelm Liebknecht (ur. 29 marca 1826, zm. 7 sierpnia 1900) – niemiecki socjaldemokrata, jeden z założycieli SPD oraz ojciec późniejszych działaczy lewicowych, Karla i Theodora.

## Życiorys
Liebknecht urodził się w Gießen jako syn heskiego urzędnika Ludwiga Christiana Liebknechta i Kathariny Liebknecht (z domu Hirsch). W 1832 roku jego rodzice zmarli, od tego czasu wychowywał się u krewnych. W latach 1832–1842 chodził do gimnazjum w Gießen, później studiował filologię, teologię i filozofię w swoim rodzinnym mieście, Berlinie i Marburgu.
Po krótkim okresie, w którym pracował jako nauczyciel w Musterschule Karla Fröbela w Zurychu i jako korespondent Mannheimer Abendzeitung, wziął udział w walkach rewolucyjnych, które miały miejsce w Paryżu w lutym 1848 roku. We wrześniu tego samego roku został aresztowany w Badenii z powodu swego udziału w powstaniu republikańskim Gustava Struve będącym jednym z wystąpień w czasie Wiosny Ludów. Po wyjściu z więzienia w maju 1849 roku, został członkiem Badische Volkswehr i adiutantem von Struvego. Walczył w tzw. Reichverfassungskämpfe („wojnie o konstytucję federalną”); po klęsce rewolucjonistów zbiegł do Szwajcarii. Tam został członkiem Genfer Arbeiterverein (Związku Robotników Genewy) i spotkał Fryderyka Engelsa.
W 1850 Liebknecht został zaaresztowany za działalność pośród robotników, a następnie wydalony z kraju. Udał się do Londynu, gdzie pozostał od 1850 do 1862 roku. Został tam członkiem organizacji komunistycznej i spotkał Karola Marksa. W 1862 roku powrócił do Niemiec, po ogłoszeniu amnestii dla uczestników rewolucji 1848/1849 roku. Został wówczas członkiem Powszechnego Niemieckiego Związku Robotniczego (ADAV), przewodzonego przez Ferdinanda Lassalle’a. Partia ta była jednym z prekursorów dzisiejszej SPD.
Od 1864 do 1865 roku Liebknecht pracował także w czasopiśmie Der Sozial-Demokrat (Socjaldemokrata), wydawanym przez Jeana Baptist von Schweizera. Jednak wkrótce zarysował się konflikt pomiędzy nim a kierownictwem gazety, zorientowanym przyjaźnie wobec Prus. Został zmuszony do opuszczenia redakcji, jak również wystąpienia z ADAV, pod naciskiem Schweizera. W efekcie przeniósł się do Lipska, gdzie spotkał Augusta Bebela, z którym powołał do życia w 1867 roku Saksońską Partię Ludową (Sächsische Volkspartei). W 1869 na zjeździe w Eisenach był jednym ze współzałożycieli Socjaldemokratycznej Partii Robotniczej Niemiec (Sozialdemokratische Arbeiterpartei Deutschlands, SDAP). Liebknecht stał się jednym z liderów SDAP i czołowym publicystą prasowego organu partii, Der Volksstaat (Państwo Ludowe).
W 1872 roku wraz z Bebelem został skazany na dwa lata „fortecy” (Festungshaft) w procesie politycznym znanym jako Leipziger Hochverratsprozess, pod zarzutem zdrady stanu.
Po wybraniu go do Reichstagu w 1874 roku, Liebknecht był jednym z inicjatorów połączenia SDAP i ADAV w jedną Socjalistyczną Partię Robotniczą Niemiec (Sozialistische Arbeiterpartei Deutschlands, SAPD). Zjednoczenie odbyło się w 1875 roku w mieście Gotha. Liebknecht został również redaktorem w nowo utworzonym organie prasowym partii, pt. Vorwärts (Naprzód), opowiadając się za połączeniem teorii marksistowskich w programie SAPD (program gotajski).
Od 1878 do 1890, Liebknecht wykorzystywał swą pozycję deputowanego do Reichstagu do krytyki sytuacji politycznej pod rządami Ottona von Bismarcka. W 1891 roku został redaktorem naczelnym Vorwärts i jednym z twórców marksistowskiej platformy programowej tworzonej SPD. Pomimo swego podeszłego wieku bardzo często pojawiał się również na konwencjach politycznych, gdzie wielokrotnie przemawiał. W 1896 roku został uwięziony na cztery miesiące za obrazę majestatu władcy.
Zmarł 7 sierpnia w Charlottenburgu niedaleko Berlina. Pochowany na Cmentarzu Centralnym Friedrichsfelde w Berlinie; ponad 150 tys. osób wzięło udział w jego pogrzebie.